# Associazione Sportiva Lucchese Libertas 2000-2001
Questa pagina raccoglie le informazioni riguardanti l'Associazione Sportiva Lucchese Libertas nelle competizioni ufficiali della stagione 2000-2001.

## Stagione
Nella stagione 2000-2001 la Lucchese ha partecipato al ventottesimo campionato di terza serie della sua storia, nel girone A della serie C1.

## Rosa
| N. |                     | Ruolo | Calciatore            |
| -- | ------------------- | ----- | --------------------- |
|    | Italia (bandiera)   | P     | Marco Ambrosio        |
|    | Italia (bandiera)   | P     | Emanuele Bianchi      |
|    | Italia (bandiera)   | P     | Oscar Verderame       |
|    | Italia (bandiera)   | D     | Samuele Barsotti      |
|    | Italia (bandiera)   | D     | Tommaso Chiecchi      |
|    | Italia (bandiera)   | D     | Giacomo Chini         |
|    | Italia (bandiera)   | D     | Stefano Citterio      |
|    | Svizzera (bandiera) | D     | Piero Costantino      |
|    | Brasile (bandiera)  | D     | Fábio Eduardo Cribari |
|    | Italia (bandiera)   | D     | Luca Del Chiaro       |
|    | Italia (bandiera)   | D     | Daniele Deoma         |
|    | Italia (bandiera)   | D     | Matteo Matteazzi      |
|    | Italia (bandiera)   | D     | Marcello Montanari    |
|    | Italia (bandiera)   | C     | Federico Bettoni      |
|    | Italia (bandiera)   | C     | Angelo Buglio         |

| N. |                     | Ruolo | Calciatore            |
| -- | ------------------- | ----- | --------------------- |
|    | Italia (bandiera)   | C     | Giovanni Capuano      |
|    | Italia (bandiera)   | C     | Fabrizio Fioretti     |
|    | Italia (bandiera)   | C     | Ivano Della Morte     |
|    | Italia (bandiera)   | C     | Francesco Marianini   |
|    | Italia (bandiera)   | C     | Antonio Magnani       |
|    | Italia (bandiera)   | C     | Vanni Pessotto        |
|    | Italia (bandiera)   | C     | Bruno Russo           |
|    | Italia (bandiera)   | C     | Nathan Schiavon       |
|    | Italia (bandiera)   | A     | Costantino Borneo     |
|    | Italia (bandiera)   | A     | Fausto Ferrari        |
|    | Italia (bandiera)   | A     | Daniele Giraldi       |
|    | Brasile (bandiera)  | A     | Paco Soares           |
|    | Italia (bandiera)   | A     | Gabriele Scandurra    |
|    | Italia (bandiera)   | A     | Nazzareno Tarantino   |
|    | Bulgaria (bandiera) | A     | Petar Dimitrov Zhabov |

## Calciomercato

### Sessione unica(dal 01/07 al 31/01)
| Acquisti         | Acquisti              | Acquisti         | Acquisti      |
| R.               | Nome                  | da               | Modalità      |
| ---------------- | --------------------- | ---------------- | ------------- |
| D                | Tommaso Chiecchi      | SPAL             | svincolato    |
| D                | Stefano Citterio      | Reggiana         | svincolato    |
| D                | Piero Costantino      | Yverdon-Sport FC | svincolato    |
| D                | Daniele Deoma         | Pisa             | svincolato    |
| D                | Matteo Matteazzi      | Empoli           | svincolato    |
| C                | Giovanni Capuano      | Cremonese        | svincolato    |
| C                | Ivano Della Morte     | Reggiana         | svincolato    |
| C                | Fabrizio Fioretti     | Pistoiese        | svincolato    |
| C                | Vanni Pessotto        | Cremonese        | svincolato    |
| A                | Costantino Borneo     | Cremonese        | svincolato    |
| A                | Fausto Ferrari        | Bologna          | prestito      |
| A                | Paco Soares           | Carrarese        | svincolato    |
| A                | Nazzareno Tarantino   | Empoli           | svincolato    |
| A                | Petar Dimitrov Zhabov | Cosenza          | svincolato    |
| Altre operazioni |                       |                  |               |
| R.               | Nome                  | da               | Modalità      |
| C                | Nathan Schiavon       | Atletico Catania | fine prestito |
| A                | Gabriele Scandurra    | Atletico Catania | fine prestito |

| Cessioni | Cessioni           | Cessioni    | Cessioni       |
| R.       | Nome               | a           | Modalità       |
| -------- | ------------------ | ----------- | -------------- |
| D        | Ciro Ferrara       | Lodigiani   | svincolato     |
| D        | David Bettoni      | Brescello   | fine contratto |
| D        | Tommaso Chiecchi   | Lumezzane   | svincolato     |
| C        | Andrea Boscolo     | Triestina   | svincolato     |
| C        | Massimo Lombardini | Como        | svincolato     |
| C        | Marco Pedotti      | Brescello   | svincolato     |
| C        | Silvio Giusti      | Como        | svincolato     |
| C        | Nathan Schiavon    | Lecco       | definitivo     |
| C        | Domenico Toscano   | Lodigiani   | svincolato     |
| A        | Roberto Colacone   | Treviso     | svincolato     |
| A        | Fausto Ferrari     | Montichiari | fine prestito  |
| A        | Andrea Mussi       | Reggiana    | svincolato     |
| A        | Roberto Paci       | Viterbese   | svincolato     |
| A        | Gabriele Scandurra | Rondinella  | definitivo     |

## Risultati

### Campionato

#### Girone di andata
| 3 settembre 2000 1ª giornata | Brescello | 1 – 3 | Lucchese |  |

| 10 settembre 2000 2ª giornata | Lucchese | 1 – 1 | Carrarese |  |

| 17 settembre 2000 3ª giornata | Lucchese | 3 – 1 | Reggiana |  |

| 24 settembre 2000 4ª giornata | Como | 1 – 0 | Lucchese |  |

| 1º ottobre 2000 5ª giornata | Lucchese | 1 – 3 | Cesena |  |

| 8 ottobre 2000 6ª giornata | Alzano Virescit | 0 – 0 | Lucchese |  |

| 15 novembre 2000 7ª giornata | Lucchese | 0 – 1 | Modena |  |

| 22 ottobre 2000 8ª giornata | Pisa | 2 – 1 | Lucchese |  |

| 29 ottobre 2000 9ª giornata | Lucchese | 1 – 0 | Lumezzane |  |

| 5 novembre 2000 10ª giornata | Lecco | 1 – 1 | Lucchese |  |

| 19 novembre 2000 11ª giornata | Lucchese | 1 – 2 | Arezzo |  |

| 26 novembre 2000 12ª giornata | SPAL | 2 – 2 | Lucchese |  |

| 3 dicembre 2000 13ª giornata | Lucchese | 0 – 0 | Varese |  |

| 10 dicembre 2000 14ª giornata | Livorno | 2 – 0 | Lucchese |  |

| 17 dicembre 2000 15ª giornata | Spezia | 2 – 0 | Lucchese |  |

| 23 dicembre 2000 16ª giornata | Lucchese | 0 – 0 | AlbinoLeffe |  |

| 7 gennaio 2001 17ª giornata | Alessandria | 0 – 0 | Lucchese |  |

#### Girone di ritorno
| 14 gennaio 2001 18ª giornata | Lucchese | 2 – 2 | Brescello |  |

| 21 gennaio 2001 19ª giornata | Carrarese | 2 – 3 | Lucchese |  |

| 28 gennaio 2001 20ª giornata | Reggiana | 0 – 2 | Lucchese |  |

| 4 febbraio 2001 21ª giornata | Lucchese | 1 – 0 | Como |  |

| 11 febbraio 2001 22ª giornata | Cesena | 0 – 0 | Lucchese |  |

| 18 febbraio 2001 23ª giornata | Lucchese | 2 – 1 | Alzano Virescit |  |

| 25 febbraio 2001 24ª giornata | Modena | 2 – 0 | Lucchese |  |

| 4 marzo 2001 25ª giornata | Lucchese | 0 – 1 | Pisa |  |

| 11 marzo 2001 26ª giornata | Lumezzane | 0 – 3 | Lucchese |  |

| 18 marzo 2001 27ª giornata | Lucchese | 2 – 0 | Lecco |  |

| 25 marzo 2001 28ª giornata | Arezzo | 1 – 1 | Lucchese |  |

| 8 aprile 2001 29ª giornata | Lucchese | 2 – 2 | SPAL |  |

| 14 aprile 2001 30ª giornata | Varese | 0 – 0 | Lucchese |  |

| 22 aprile 2001 31ª giornata | Lucchese | 1 – 0 | Livorno |  |

| 29 aprile 2001 32ª giornata | Lucchese | 3 – 1 | Spezia |  |

| 6 maggio 2001 33ª giornata | AlbinoLeffe | 1 – 0 | Lucchese |  |

| 13 maggio 2001 34ª giornata | Lucchese | 3 – 1 | Alessandria |  |